# Reino de Yaruma
El reino o señorío de Yaruma fue un cacicazgo indígena de la etnia Lenca situado en el centro de Honduras el cual fue de los más ricos durante el periodo preclásico en América Central.

## Historia

### Antecedentes
El nacimiento de los pueblos nativo americanos que habitan en la actual Honduras provienen de dos migraciones principales, la mesoamericana y la circuncaribe, estos grupos humanos tras asentarse en el territorio de la actual República de Honduras empezaron a organizarse en diferentes cacicazgos en todo el territorio durante los diferentes periodos históricos de la América precolombina, uno de estos fue el reino de Yaruma en el valle de Comayaɡua. A inicios del periodo preclásico los nativos del actual territorio de Honduras se orɡanizaban en tribus cazadoras y recolectoras, muchas de estas al abandonar el nomadismo, deciden fundar reinos o señoríos a lo larɡo del territorio. 
El reino de Yaruma fue fundado alrededor del año 400 a. C. por antecesores de la cultura Lenca también conocidos como el grupo proto-lencas, y estuvo conformado por tribus de Canquigüe, Tenguaje, Jeto, Palos Blancos, Canje, Chichinguara, Piedras Gordas, Tamblas y Cururú. Tamblas estaba ubicada en Cane, Humuya, San Sebastián, Chichinguara ubicada en la Villa de San Antonio. su población estimada a finales del  periodo preclásico era de unos 6,400 habitantes, entre ellos, guerreros, sacerdotes, artesanos, curanderos y jefes al igual que su rey y su corte. Se tienen muy pocos registros sobre la vida diaria en este cacicazgo, pero acorde los estudios llevados a cabo por el IHAH se puede encontrar que no diferenciaba mucho a los cacicazgos de las zonas mayas de Yucatán o Guatemala en cuanto su organización política y social debido a la conexión que tuvo el reino con el resto de Mesoamérica desde su fundación.

### Época de mayor esplendor

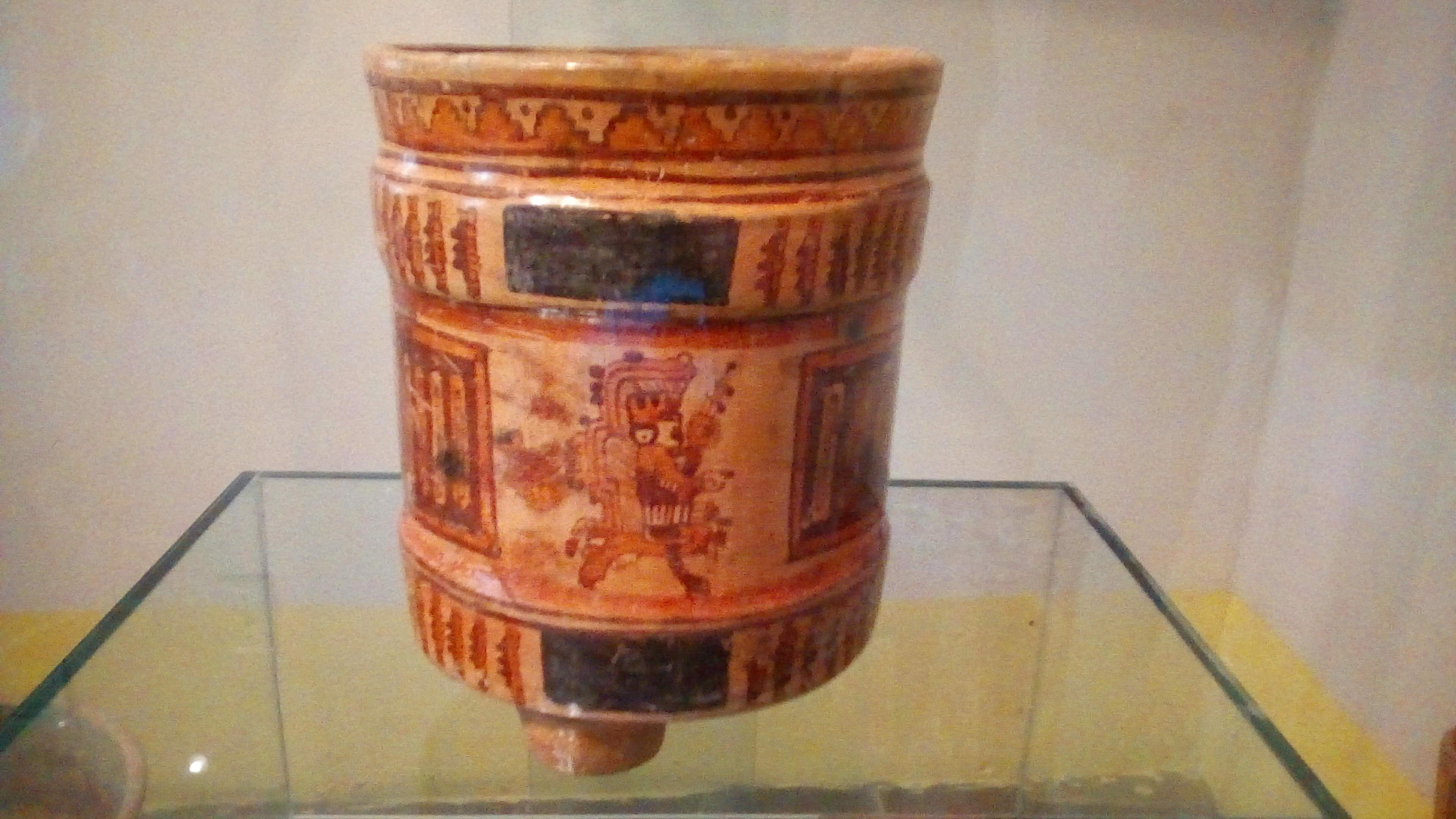
Vasija encontrada en el valle de Comayaɡua que refleja la enorme influencia mesoamericana.

El durante el periodo preclásico tardío el reino de Yaruma era uno de los cacicazgos más grandes del territorio que comprende el territorio de la actual Honduras, solo comparado con la extensión territorial de Copán que llegó varios siglos más tarde tras la desaparición del reino de Yaruma. El reino también sirvió como puente para el comercio, pues su ubicación sirvió como la conexión entre el océano Pacífico y Caribe lo cual da a mostrar a través de sus vasijas y demás reliquias provenientes de ambas zonas como  las encontradas en el sitio de Yarumela El Chilcal, como el jade, conchas marinas, y obsidiana. 

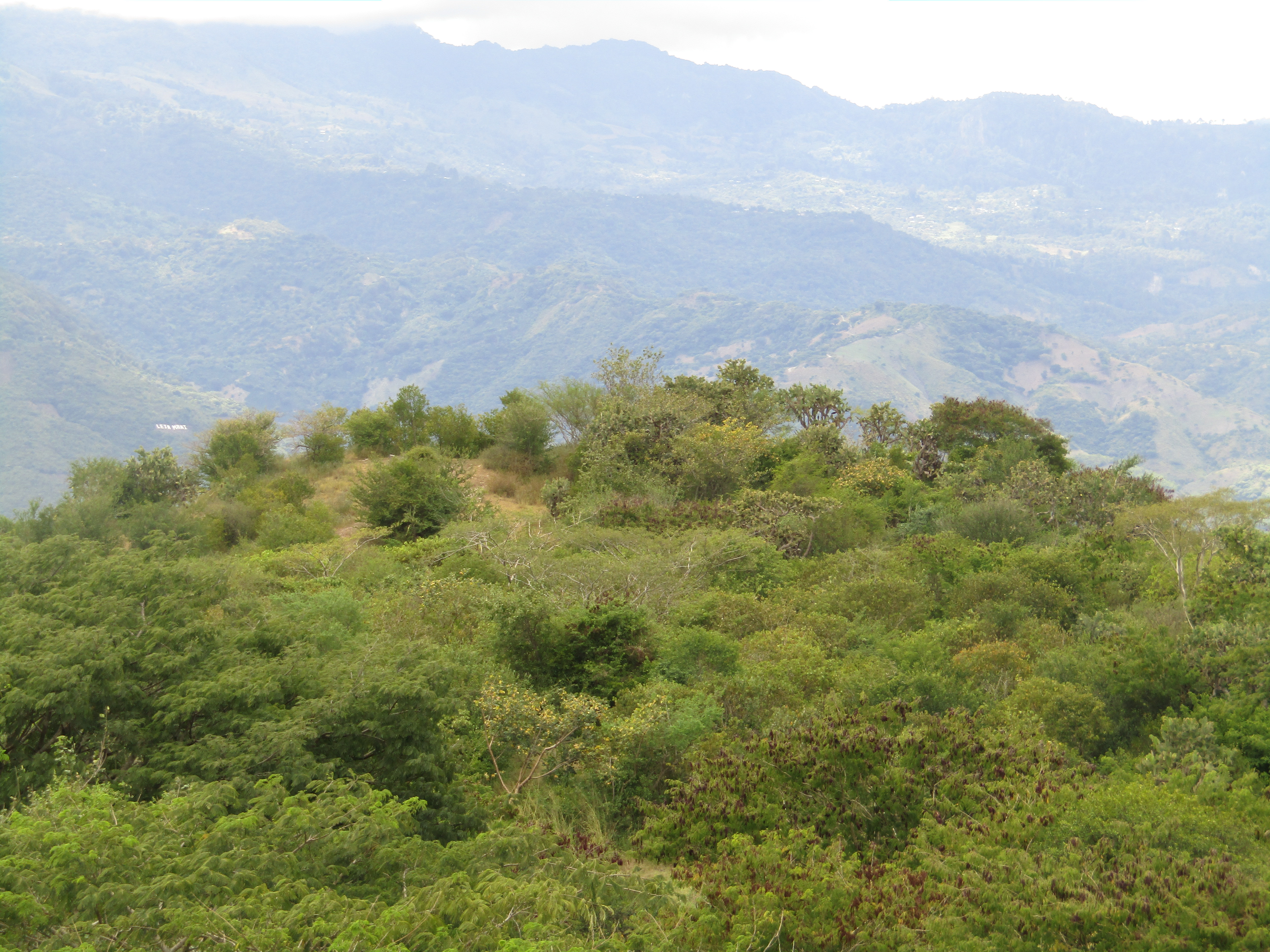
La pirámide 101 de Yarumela, mide alrededor de 28 metros de altura. Durante su época de mayor esplendor podía verse desde casi todo el valle.

Durante su mayor apogeo también se produjo varias estructuras piramidales como centros ceremoniales incluyendo fortalezas, plazas, y observadores, como se puede observar en los sitios arqueológicos de Yarumela y Tenampua, algunas midiendo entre los seis hasta los veinte metros, siendo el más grande la pirámide 101 de Yarumela conocida como "el cerrito de David", de más de veinte metros de altura. Todo esto dando a demostrar el nivel de desarrollo que llegó alcanzar esta gente gracias a controlar las rutas comerciales que conectaban a Mesoamérica con otras áreas culturales como la caribeña.

### Disolución
Aunque aun no se sabe con certeza la causa principal de su fin, varios arqueólogos concuerdan que la razón de su disolución se debe principalmente a los constantes conflictos con los demás señoríos vecinos y las tribus locales, la fundación de nuevos reinos más grandes con los cuales llegaron a rivalizar, también por la erupción del volcán San Miɡuel, cuyas cenizas llegaron hasta el valle de Comayagua, tras este hecho varios expertos apuntan que este suceso final que dio inicio a su desintegración absoluta. Tras que los últimos residentes que quedaban residiendo en Yarumela deciden abandonar totalmente el centro debido a que sus cosechas quedaron totalmente arruinadas por las cenizas se puede decir que fue el final del reino de Yaruma.  